# Équipe du Brésil de rink hockey
L'équipe du Brésil de rink hockey est la sélection nationale qui représente le Brésil en rink hockey.

## Sélection actuelle
Effectif pour le championnat du monde 2015
| Nom                   | Poste           | Club                          |
| --------------------- | --------------- | ----------------------------- |
| Aurélio Rieger "Lelo" | Gardien         | Sport Recife                  |
| Youssef Nascimento    | Gardien         | Inernacional Santos           |
| Alan Fernandes        | Joueur de champ | Candelária SC (D1 portugaise) |
| André Raposo          | Joueur de champ | AJ Salesiana (D2 portugaise)  |
| Bruno Matos           | Joueur de champ | Sport Recife                  |
| Matheus Garcia        | Joueur de champ | Inernacional Santos           |
| Diego Dias            | Joueur de champ | SL Benfica (D1 portugaise)    |
| Nuno Lei              | Joueur de champ | Sport Recife                  |
| Rafael Guilherme      | Joueur de champ | Sport Recife                  |
| Leandro Justi         | Joueur de champ | Sport Recife                  |

Entraîneur :  Miguel Angel Belbruno